# Eagles of Death Metal
Eagles of Death Metal (Algunes vegades escrit com "EofDM") és una banda nord-americana de hard rock originària de Palm Desert, Califòrnia, formada el 1998 per Jesse Hughes i Josh Homme. La primera aparició del grup va ser en un dels projectes de Josh Homme, Desert Sessions, en el Volume 4: Hard Walls and Little Trips (1998).

## Membres
- Jesse "The Devil" Hughes - veu, guitarra
- Brian "Big Hands" O'Connor - baix
- Gene Trautman/Joey Castillo - bateria
- Josh "Baby Duck" Homme/Carlo von Sexron - guitarra

## Discografia
- 2004 - Peace Love Death Metall
- 2006 - Death By Sexy...
- 2008 - Heart On
- 2015 - Zipper Down

## Atemptats de París de 2015
El 13 de novembre de 2015, durant un concert a la Sala Bataclan de París, terroristes pertanyents al grup anomenat Daesh van disparar indiscriminadament a les persones assistents, deixant un balanç final de 89 morts. Els membres de la banda van aconseguir escapar del teatre sans i estalvis.